# Slivnica (Posedarje)
Slivnica (olaszul: Slivnizza) falu Horvátországban Zára megyében. Közigazgatásilag Posedarjéhoz tartozik.

## Fekvése
Zára központjától légvonalban 22 km-re, közúton 29 km-re északkeletre, községközpontjától légvonalban 4 km-re, közúton 7 km-re északnyugatra Dalmácia északi részén fekszik. A megye nagyobb területű falvai közé tartozik. Településrészei elszórtan találhatók a Velebit-csatorna, Vinjerac, Posedarje, Jovići, Grgurice és Gornji Poličnik, valamint a Novigradi-tenger, Ždrilo és a Bašćica-patak völgye által határolt területen. Határát átszeli a 106-os számú Posedarje-Pag főútvonal, melyhez mintegy húsz helyi út csatlakozik. Északkeleti része hegyes, sziklás, melynek legmagasabb pontja a 268 méter magas Oraška (Lergova), ahol egy ókori várrom is található. Alacsony része a termékeny Slivnicai mezőt tápláló Bašćica-patak márgás, homokos talajú völgye, melyet fiatal korú hordalékos elöntés borít. Éghajlata kellemes, többnyire meleg nyarakkal és enyhe telekkel. Területén gyakran fúj az erős bóra, néha viharos lökésekkel. A júliusi átlag hőmérséklet 24,5 °C, a januári 6,5 °C. Az éves csapadékmennyiség mintegy 950 mm, hó csak átlag háromévente esik. Határa északon a Velebit-csatornáig ér, ahol a Velebit-hegységre nyíló Bokulja-öbölben kitűnő strand található. Folyóvizei közül a legjelentősebb a Bašćica-patak a mellékvizeivel, de rajta kívül több forrás és kút is található a területén. Településrészei Gornja Slivnica (mely magában foglalja Bokulja vagy Zapadne-Lerge, Jukići, Brkljače, Lerge, Gusari, Čukovići, Mijolovići Gornji, Landeke és Kalaca Selo/Kalaci településeket) és Donja Slivnica (Veršići Gornji, Burelići ili Burele, Zekići, Brkljače Donje, Zekići, Lerge Donje, Žunići, Mijolovići Donji, Grgići/Mijolovići és Podastrana vagy Podgalije ahol Kneževići és Veršići Donji telepek találhatók).

## Története
Slivnica területe a régészeti leletek tanúsága alapján már a korai kőkorszaktól az újkőkorszakon át a rézkorig folyamatosan lakott volt. Az illírek és a rómaiak idején különösen sűrűn lakták. A falu körüli dombokon három ókori liburn vár maradványai (Bokulje, Mijolovića és Lergova vagy más néven Oraška) találhatók. Közülük a legjelentősebb Oraška volt, amelyet a rómaiak is megerősítettek és innen ellenőrizték a Velebit-csatorna partján fekvő településeket, valamint a Ravni kotar nagy részét egészen Vrána térségéig felölelő területet. A rómaiak magukba olvasztották a liburn őslakosságot, így egészen a horvátok érkezéséig ez a romanizált lakosság élt ezen a vidéken. A horvátok érkezésével a 7. században a horvát nyelv és a horvát társadalmi szervezet nyert tért. A slivnicai plébánia Szent Kozma és Damján tiszteletére szentelt templomával a nini püspökséghez tartozott. Slivnicát 1301-ben és 1389-ben említik először az írásos források a középkorban a plébániájához tartozó Poričane, Bašćica, Rakita, Zidine, Podzidine, Kamenjane, Mundići, Maljine településekkel együtt. A középkori novigradi körzet egyik legrégibb települése volt. Nevét az Oraška vára alatt feltörő azonos nevű forrásról kapta. A forrás mellett épült fel a középkorban a falu temploma. A falu keleti része a korbáviai Kurjaković grófi család, nyugati része zárai nemesek birtoka volt. A 15. század elején Slivnica is velencei uralom alá került és legnagyobb része a Venier családé, később pedig a Licini családé lett. A török terjeszkedés előrehaladtával a 16. század első felére Slivica a szomszédos Vinjeraccal (Slivnica, Rimanić és Venier váraival) a keresztény végvárak első vonalába került és annak ellenére, hogy a török többször is megpróbálta elfoglalni mindvégig horvát kézen maradt, bár lakossága állandó veszélynek volt kitéve. 1759-ben megalapították a Szent Kozma és Damján plébániát, melynek szolgálatát az azonos nevű testvériség látta el. Búcsúnapját szeptember 27-én tartották. A 19. században a falu nyugati részét a vinjeraci Knežević és Veršić családok vásárolták meg, míg keleti része a zárai Benja-Posedarski grófi család uralma alá tartozott. A 19. század elején a vinjerac-slivnicai plébániát átszervezték és megalapították az önálló vinjeraci, slivnicai és selinei plébániákat, amelyek a megszűnt nini püspökség helyett a zárai érsekség ražanaci esperességéhez kerültek. A század közepén megépült a Zárát Poličnikon és Slivnicán át Vinjeraccal összekötő út. Erre az időre a középkorban épített plébániatemplom már szinte használhatatlan állapotba került ezért 1845-ben a régivel azonos tájolással két méterrel megnövelve teljes újjáépítését határozták el. A falunak 1857-ben 431, 1910-ben 636 lakosa volt. Ezt követően előbb a Szerb-Horvát-Szlovén Királyság, majd Jugoszlávia része lett. A településnek 2011-ben 834 lakosa volt, akik főként mezőgazdasággal, állattenyésztéssel és turizmussal foglalkoztak.

## Lakosság
| Lakosság változása | Lakosság változása | Lakosság változása | Lakosság változása | Lakosság változása | Lakosság változása | Lakosság változása | Lakosság változása | Lakosság változása | Lakosság változása | Lakosság változása | Lakosság változása | Lakosság változása | Lakosság változása | Lakosság változása | Lakosság változása |
| ------------------ | ------------------ | ------------------ | ------------------ | ------------------ | ------------------ | ------------------ | ------------------ | ------------------ | ------------------ | ------------------ | ------------------ | ------------------ | ------------------ | ------------------ | ------------------ |
| 1857               | 1869               | 1880               | 1890               | 1900               | 1910               | 1921               | 1931               | 1948               | 1953               | 1961               | 1971               | 1981               | 1991               | 2001               | 2011               |
| 431                | 313                | 448                | 444                | 484                | 636                | 520                | 762                | 1.035              | 1.136              | 1.228              | 1.193              | 1.119              | 1.061              | 876                | 834                |

## Nevezetességei
- Szent Kozma és Damján tiszteletére szentelt plébániatemploma 1845-ben épült. 1988-ban megújították és meghosszabbították. Egyhajós épület sekrestyével. Főoltára a szentségtartóval márványból készült, amelyen Szent Kozma és Damján vértanúk fából faragott szobra áll. Szembemiséző oltára és szenteltvíztartója kőből készült. A falak melletti talapzatokon a Gyógyító Boldogasszony és Szent József fából faragott szobrai állnak. Harangtornyában két harang található. A templom körül temető található. A plébániaház 1845-ben épült, 1897-ben és 1983-ban megújították.
- A falu körüli dombokon három ókori liburn vár maradványai (Bokulje, Mijolovića és Lergova vagy más néven Oraška) találhatók. Lergova erődje a település közelében található. Az erőd hossza körülbelül 280 m, szélessége pedig 160 m. Az erődöt több méter vastag fal vette körül, amelyet megalitikus stílusban építettek. A sáncok leginkább a domb keleti oldalán láthatók, részben szárazon, egymásra rakott, megfelelően faragott kőtömbökből épültek. A hegyláb felszínén rengeteg vaskori és római kerámia található, míg a domb északnyugati oldalán több, kb. 1 méteres vastagságú fallal épített épület maradványa található.[4]

## Gazdaság
A lakosság állattartással és mezőgazdasággal foglalkozik. Az állatokat különösen Gornja Slivnica köves legelőin legeltetik. A mezőgazdaság fő területe a Bašćica-patak menti termékeny mező. Egyéb jövedelmi források a turizmus, a vadászat és a kisvállalkozások. A lakosság jelentős része tengerész, de sokan járnak dolgozni a szomszédos Posedarjéra, a 29 km-re fekvő Zárára és a megye más nagyobb településeire is.

## Oktatás
A 20. század első feléig a slivnicai gyermekek a szomszédos Vinjerac iskolájába jártak. Ekkor nyílott meg a nyolcosztályos iskola, amely azonban a gyermeklétszám visszaesése miatt az 1970-es évek végén megszűnt. Azóta a posedarjei "Braća Ribar" alapiskola alsó tagozatos területi iskolájaként működik négy osztállyal.

## Kultúra
2000 óta működik a település kulturális és művészeti egyesülete a KUD "Sv.Kuzman i Damjan - Slivnica", amely a helyi hagyományokat ápolja, gyűjti és előadja a helyi énekeket és táncokat.

## Fordítás
Ez a szócikk részben vagy egészben  a   Slivnica című horvát Wikipédia-szócikk ezen változatának fordításán alapul.  Az eredeti cikk szerkesztőit annak laptörténete sorolja fel. Ez a jelzés csupán a megfogalmazás eredetét és a szerzői jogokat jelzi, nem szolgál a cikkben szereplő információk forrásmegjelöléseként.